# Emil Pop (sociolog)
Emil Pop (n. 25 octombrie 1942, Giurtelecu Șimleului) este un sociolog, cercetator, editor, profesor, și jurnalist. A fost redactor al ziarului Făclia, cercetător la Academia Română și director Editura Argonaut.

## Viața și activitatea
S-a născut pe 25 octombrie 1942 într-o famile de greco-catolici din Giurtelecu Șimleului, Sălaj. A urmat Liceul „George Coșbuc” din Cluj-Napoca (1956-1960) si a susținut bacalaureatul in 1960. In continuare a urmat Facultatea de Istorie și Filosofie, Secția Filosofie-Pedagogie, secundar Istorie la Universitatea Babeș-Bolyai din Cluj; perioada studiilor 1962-1967; promoția 1967. In 2002 a obtinut doctorul în filosofie la Facultatea de Sociologie și Asistență Socială, Universitatea Babeș-Bolyai din Cluj, titlul tezei de doctorat fiind "Personalitate și cultură". 
Este membru la Asociația Sociologilor din România si Asociația Editorilor din România. De asemenea este membru în redacția Revistei Fiat Justitia. Emil Pop este director și consilier editorial al Editurii Argonaut. 
A fost angajat ca profesor suplinitor la Școala generală "Sălăjeni", jud. Sălaj (01.09.1960-31.08.1962)
Redactor Redacția ziarului "Făclia", Cluj (01.02.1968-30.11. 1986), sociolog principal la Academia Română - Filiala Cluj-Napoca și Universitatea Babeș-Bolyai din Cluj, Centrul de științe sociale (01.12. 1986-31.03.1990), sociolog principal Academia Română - Filiala Cluj - Napoca, Centrul de științe sociale (1.04. 1990-30.11.1990), CS III la Academia Română - Filiala Cluj-Napoca, Centrul de științe sociale (1.12. 1990-1.12. 2004), CS II la Academia Română - Filiala Cluj - Napoca, Centrul de științe sociale (după 11.05.2005), conferențiar universitar la Universitatea Creștină Dimitrie Cantemir București, Facultatea de Drept, Cluj-Napoca (dupa 1.12. 2004). 

## Cărți
- Personalitate și cultură. Particularități ale tranziției de la totalitarism la democrație în România (Seria Filosofie, Sociologie, Politologie), Editura Argonaut, Cluj-Napoca, 2003, 260 p.
- Sociologia clujeană interbelică. Repere teoretice și empirice, Editura Argonaut, Cluj-Napoca, 2002, 272 p. (în colaborare)
- "Societatea de Mâine" Indice bibliografic adnotat, Editura Argonaut, Cluj-Napoca, 2001, 864 p. (în colaborare cu A. Negru). (Referenți științifici: Prof.univ.dr. Ioan Cuceu, Prof.univ.dr.Mircea Popa – Cluj)
- Educație și profesiune, Editura Politică, București, 1979, 256 p. (în colaborare cu D. Ozunu) (Referenți științifici: Prof.univ.dr.Mihai Golu, Prof.univ.dr. Mielu Zlate)